# 下食道神经节

上食道神经节 (5)、下食道神经节 (31)

下食道神经节或食管下神经节（英語：suboesophageal ganglia，缩写：SOG）是节肢动物中枢神经系统(CNS) 的一部分，顾名思义位于食道下方，头部内部。作为从腹神经索衍生出的神经元集群，它由三对融合的神经节组成分成两组绕过食道连接前方由上食道神经节组成的脑，然后向后连接第一对胸神经节。食管下神经节中的神经元支配感觉器官和口器与唾液腺的肌肉，也控制头部和颈部的运动。
因为下食道神经节的每个神经节都与口器有关，所以融合的部分称为下颌、上颌和唇神经节。